# Безменшур
Безменшу́р (рос. Безменшур) — присілок в Кізнерському районі Удмуртії, Росія.
Населення становить 306 осіб (2010, 405 у 2002).
Національний склад (2002):
- удмурти — 89 %

Урбаноніми:
- вулиці — Верхня, Лісова, Молодіжна, Польова, Садова, Соснова, Шкільна